# Joir
De Joir is een ongeveer 135 km lange rivier op het schiereiland Labrador in het oosten van Canada. De rivier ontspringt in de provincie Newfoundland en Labrador en mondt uit in de rivier de Petit Mécatina in de provincie Québec.

## Toponymie
De rivier staat in het Engelstalige Newfoundland en Labrador officieel bekend als de als de Joir River en in het Franstalige Québec als de Rivière Joir.
De rivier is genoemd naar de abt Joir, een geestelijke die in de 18e eeuw in verschillende missies en parochies langs de kust van New Brunswick diende.

## Verloop
De rivier vindt zijn oorsprong in een naamloos meertje in het binnenland van de regio Labrador op zo'n 460 m boven zeeniveau. De oorsprong bevindt zich slechts 2 km ten westen van de Trans-Labrador Highway, op zo'n 80 km ten zuidoosten van Happy Valley-Goose Bay.
De Joir stroomt in overwegend zuidwestelijke richting door de afgelegen boreale wouden van Labrador. Na 124 km bereikt hij de grens tussen Québec en Newfoundland en Labrador, al beschouwt de provincie Québec het volledige stroomgebied van de Joir echter als betwist grondgebied.
Na in totaal 135 km – ofwel 9 km voorbij de door de Canadese federale overheid erkende provinciegrens – mondt de Joir uit in de rivier de Petit Mécatina. De monding in de Petit Mécatina vindt plaats op circa 250 m boven zeeniveau in het riviergedeelte tussen Donquan Lake en Lac le Breton.